# Hiéroglyphe égyptien P2
Pour les articles homonymes, voir Voilier (homonymie).
Le hiéroglyphe égyptien P2 (voilier) est classifié dans la section P « Bateaux et parties de bateaux » de la liste de Gardiner ; il y est noté P2.

## Représentation
Il représente un bateau à la voile gonflée par le vent naviguant sur un plan d'eau (hiéroglyphe N39 (bassin rempli d'eau).

## Utilisation
| W17 | n · t | P2 |

| W17 | n · t | P2 |

« naviguer vers l'amont, voyager vers le sud, s'avancer plus au sud (que ses prédécesseurs) ».